# Virginia Vacca
Virginia Vacca, nata De Bosis (Roma, 19 giugno 1891 – Roma, 1988), è stata un'arabista e islamista italiana.

## Biografia
Figlia di Adolfo De Bosis (1863-1924), poeta e scrittore di talento, e della statunitense Lilian Vernon (1865-1962), Virginia (il cui fratello era Lauro De Bosis) espresse precocemente i suoi vivaci interessi per la cultura storica araba, tanto classica quanto contemporanea.
Appena diciottenne infatti, con quella libertà di movimento garantita dalla cultura della madre, aveva soggiornato nel 1909 al Cairo come "ragazza alla pari" per accudire il decenne Giorgio, figlio dell'arabista e grande esperto di diritto islamico David Santillana, che teneva all'epoca un corso di alto profilo islamistico in quella che si chiamava Università Khediviale del Cairo.
Tornata a Roma s'iscrisse all'Università di Roma, frequentando nella "Scuola Orientale", ubicata al primo piano della Facoltà di Lettere, i corsi di Lingua e Letteratura araba e delle altre discipline che le facevano da indispensabile corona, usufruendo della dottrina di professori quali Carlo Alfonso Nallino, Celestino Schiaparelli e dello stesso David Santillana, tornato in patria al termine del suo semestre d'insegnamento.
Sposò nel 1921 il sinologo e matematico Giovanni Vacca (1872-1953), dal quale ebbe i figli Ernesta e Roberto.
Non volle mai entrare nell'insegnamento accademico universitario, scrivendo tuttavia diversi saggi e varie voci enciclopediche (ad esempio, per l'Enciclopedia Italiana e per la prima edizione dell'Encyclopaedia of Islam, che raccoglieva il meglio della dottrina scientifica islamistica mondiale), oltre a un buon numero di articoli, in cui mostrò sempre una particolare acutezza e originalità, spesso pubblicati sulla rivista Oriente Moderno, edita da quell'Istituto per l'Oriente di cui fu a lungo stimata componente del Consiglio d'Amministrazione.
Un vincolo di leale e profonda amicizia e di grande stima reciproca la legò a Francesco Gabrieli, assieme al quale scrisse nel 1957 un'apprezzata antologia della letteratura araba (Le più belle pagine della letteratura araba) per la casa editrice fiorentina Sansoni, a lungo adottata come libro di testo universitario, a completamento della Storia della letteratura araba che lo stesso editore aveva commissionato nel 1951 a Francesco Gabrieli.

Nel 1948 Gabrieli l'aveva voluta, assieme a Umberto Rizzitano, Camillo Pansera e a lui stesso per la grande impresa della traduzione e del commento del capolavoro della favolistica araba (e non solo), le Mille e una notte, stampata da Einaudi in due grandi volumi, frutto di un'accurata collazione filologica dell'eterogeneo materiale di provenienza, tra l'altro, mesopotamica, egiziana e indiana.

## Opere scelte
Oltre a quanto citato nel lemma, si possono ricordare:
- L'India musulmana, Milano, Istituto per gli Studi di Politica Internazionale, 1941.
- Antologia del Corano, Firenze, Sansoni, 1943.
- Il giardino dei fiori odorosi, di ʿAbd Allāh al-Yāfiʿi, Istituto per l'Oriente di Roma, 1965.
- Vite e detti di Santi musulmani, trad. ridotta delle al-Ṭabaqāt al-kubrā del sufi egiziano ʿAbd al-Wahhāb al-Shaʿranī), Torino, UTET, 1968.
- Scelta, traduzione e commento di brani de Il libro dei doni (K. laṭāʾif al-minan wa l-akhlāq) di ʿAbd al-Wahhāb al-Shaʿranī, Istituto Orientale di Napoli, Serie orientalistica - Testi, 13, 1972, 239 pp.
- (con S. Noja e M. Vallaro) Detti e fatti del Profeta dell'islam raccolti da al-Bukhārī, Torino, UTET, 1982.
- "Appunti su di un trattato arabo di ginnologia", in: Studi in onore di Alberto Pincherle, Studi e Materiali di Storia delle religioni, XXXVIII (1967), pp. 646–654 (su alcuni aspetti relativi ai jinn esposti negli Ākām al-murjān fī aḥkām al-jānn di Abū ʿAbd Allāh Muḥammad al-Shiblī).